# 広田米太郎
広田 米太郎（ひろた よねたろう、1890年1月 - 1948年8月）は、日本のピアノ調律師・ピアノ製造技師である。

## 概要
長野県出身。日本楽器（現・ヤマハ）東京支店にピアノ調律師として所属していた。後に独立し、福島琢郎と共に東京楽器研究所を創設。
1923年、東京大森にて広田ピアノを設立し、Y.HIROTAのブランドでピアノ製造を開始する。Y.HIROTAのピアノはアップライトピアノが約600台、グランドピアノが70台-80台の製造とされており、ドイツのブリュートナーピアノをモデルに用いられていた。
1930年に誕生した全国ピアノ技術者協会（現・日本ピアノ調律師協会）の創設時の中心人物の一人でもあり、発足時には杵淵直都、中谷孝男らと常任委員に名を連ねた。